# Гримм, Фридрих (старший)
Фридрих Гримм Старший (нем. Friedrich Grimm der Ältere; 16 октября 1672, Ханау — 4 апреля 1748, Ханау) — немецкий теолог-кальвинист, прадед братьев Гримм.

## Биография
Сын таможенного чиновника Генриха Гримма (12 декабря 1637 — 11 сентября 1713) и Юлианы Марии Пецениус (2 июля 1653 — 8 февраля 1692).
Получил образование в высшей ландшколе г. Ханау, а в 1691 году поступил в Старую гимназию г. Бремен. В 1698 году получил должность третьего пастора прихода Мариенкирхе в Ханау, центра реформистской общины графства Ханау-Мюнценберг. В 1699 году стал духовником графа Карла Августа Изенбург-Бюдингенского (нем. Karl August von Ysenburg-Büdingen). В 1701 году получил должность второго пастора, а в 1706 году возглавил общину. Впоследствии занимал (в разное время) три важнейших поста кальвинистской церкви этого региона Германии: инспектора реформированной Церкви графства Ханау-Мюнценберг, кальвинистского епископа Ханау, председателя кальвинистской Консистории Ханау. Был женат трижды, имел 7 детей, среди которых Фридрих — дед Братьев Гримм. Был похоронен на Старом кладбище Ханау, однако его надгробие было полностью уничтожено во время бомбардировки города 19 марта 1945 года.